# Frédéric Van De Voorde
Frédéric Édouard Van De Voorde, né le 31 août 1860 et décédé le 23 janvier 1924 fut un homme politique belge socialiste.
Van De Voorde fut secrétaire syndical.
Il fut élu sénateur de l'arrondissement de Courtrai-Ypres (1921-24).

## Sources
- Bio sur ODIS